# Nedre Norrlands civilområde
Nedre Norrlands civilområde (Civo NN) var ett svenskt civilområde inom totalförsvaret som verkade åren 1951–1993 och hade dess huvudort i Östersund.

## Historik
Civilområdena tillkom den 1 juli 1951 och omfattande i stort sett samma geografiska område som de dåvarande militärområdena. År 1966 samordnades militärområdena och civilområdena till sex områden med gemensamma gränser och namn, med syfte att skapa en starkare operativ ledning och underlätta samordningen inom totalförsvaret. För Andra civilområdet innebar det att Andra civilområdet namnändrades till Nedre Norrlands civilområde för att geografiskt spegla Nedre Norrlands militärområde. År 1993 sammanslogs Nedre Norrlands civilområdet med Övre Norrlands civilområde till Norra civilområdet med huvudort i Luleå, det som en följd av att följa militärområdesindelningen där Nedre Norrlands militärområde sammanslogs med Övre Norrlands militärområde och bildade Norra militärområdet. Som en följd av försvarsbeslutet 2000 upplöstes och avvecklades samtliga civil- och militärområden, där civilområdena avvecklades den 31 december 2000.

## Organisation
Nedre Norrlands civilområde bildades den 1 juli 1951 som Andra civilområdet och var ett av fem civilregioner i Sverige och omfattade Jämtlands län, Västernorrlands län samt delar av Gävleborgs län. Civilområdet var ett kontakt- och samarbetsorgan som kunde förmedla olika länsstyrelsers och övriga regionala myndigheters önskemål, tillhandahålla upplysningar samt över huvud taget verka för samordning mellan civila och militära åtgärder.

## Civilområdeschef
Civilområdet leds av civilbefälhavare som i sin tur var underställd Överstyrelsen för civil beredskap. Civilbefälhavaren var tillika landshövding och alternerades mellan Jämtlands län eller Västernorrlands län.
- 1951–1953:	Torsten Löfgren[3]
- 1954–1969:	Anders Tottie[4]
- 1969–1977: Hans Gustafsson[5]
- 1977–1983:	Harald Pettersson[6]
- 1984–1989: Bertil Löfberg[7]
- 1989–1993: Lars Ivar Hising[8]